# Amalie Thestrup
Amalie Grønbæk Thestrup (Gentofte, 1995. március 17. –) dán női válogatott labdarúgó. Az angol élvonalbeli bajnokságban érdekelt West Ham United csatára.

## Pályafutása

### A válogatottban
2019. március 4-én, Kína ellen mutatkozhatott be a válogatottban egy Algarve-kupa mérkőzésen.

## Sikerei, díjai

### Klubcsapatokban
Dán bajnok (1):
- Brøndby (1): 2014–15

 Dán kupagyőztes (1):
- Brøndby (1): 2015

 Holland kupagyőztes (1):
- Brøndby (1): 2022